# Храм Свете великомученице Недеље у Липцу
Храм Свете великомученице Недеље у Липцу, насељеном месту на територији града Добоја, припада Епархији зворничко–тузланској Српске православне цркве.

## Историјат
Храм Свете великомученице Недеље у Липцу је димензија 12×5 метара. Градња је почела 1993. године према пројекту архитекте Саве Кривокапића из Добоја. Темеље је освештао 23. септембра 1993. епископ зворничко-тузлански Василије Качавенда. Градња је завршена 2000. године, а 16. јула га је освештао надлежни архијереј. Иконостас је израдио Живко Вуковић из Челинца, иконе на иконостасу је осликао Александар Васиљевић из Добоја, а храм Синиша Дамјановић.